# الشارع المعمد (البتراء)

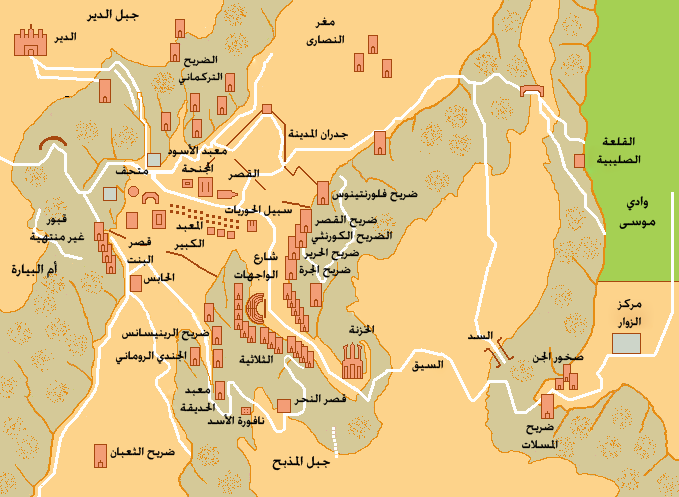
خريطة مدينة البتراء الأثرية، حيث الشارع المعمد.

الشارع المُعمّد (باللاتينية: Cardo maximus) هو طريق تاريخي يقع داخل المحمية الأثرية بمدينة البتراء، جنوب الأردن. يُعد من أهم شوارع المدينة، حيث قام الأنباط بتشييده، ثم أعاد الرومان بنائه في عام 106 بعد احتلالهم للبتراء.
يبلغ عرضه 6 أمتار، وقد كانت تقوم على جانبيه مباني من طابق واحد إلى طابقين، كما يوجد على يسار الشارع المعمد باتجاه الجنوب مجموعة من السلالم تقود لساحة مكشوفة تسمى بـ "السوق"، حيث كانت تتم كافة أنواع النشاطات والمعاملات التجارية.
على ما يبدو أن هذه المنطقة كانت القلب النابض للمدينة ومركز النشاطات التجارية المختلفة منذ القرن الثالث ق.م. وقد استمر استعمال الشارع خلال الفترة البيزنطية في القرنين الرابع والخامس وحتى السادس. ففي منتصف القرن الخامس أو نهايته، تم البدء بتنفيذ مشروع معماري كنسي إلى الشمال من الشارع المعمد حيث بُنيت ثلاث كنائس بجانب بعضها في هذه المنطقة وهي كنيسة البتراء الرئيسية، وكنيسة التلة والكنيسة الزرقاء.
وقد قامت عالمة الآثار البريطانية ديانا مركبرايد في عام 1956 بعمل حفريات أثرية في الشارع المعمد والكشف عن الشارع المبلط بالكامل وكذلك الكشف عن بعض المباني والتي تعود إلى القرن الثالث قبل الميلاد.

## جاليري

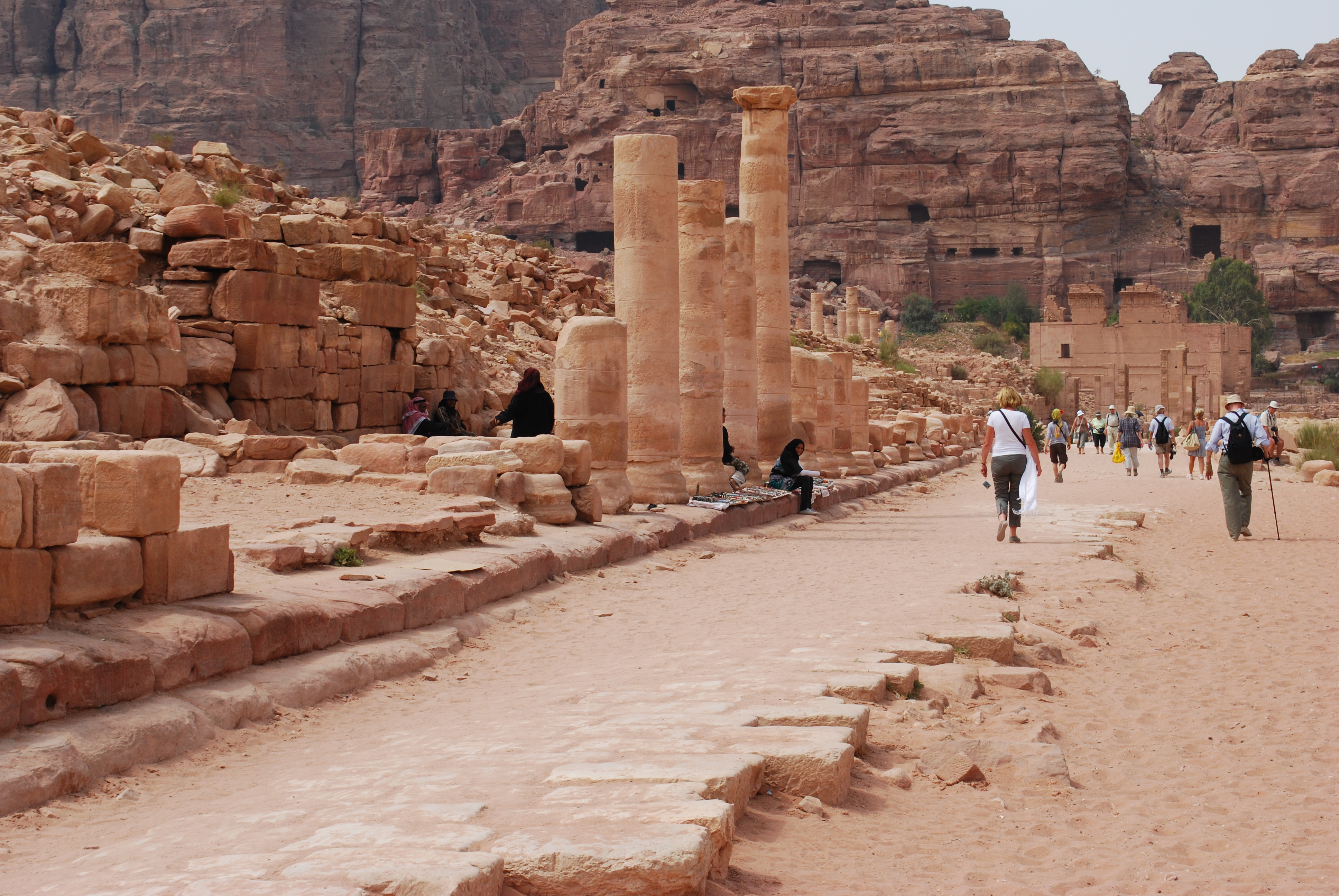
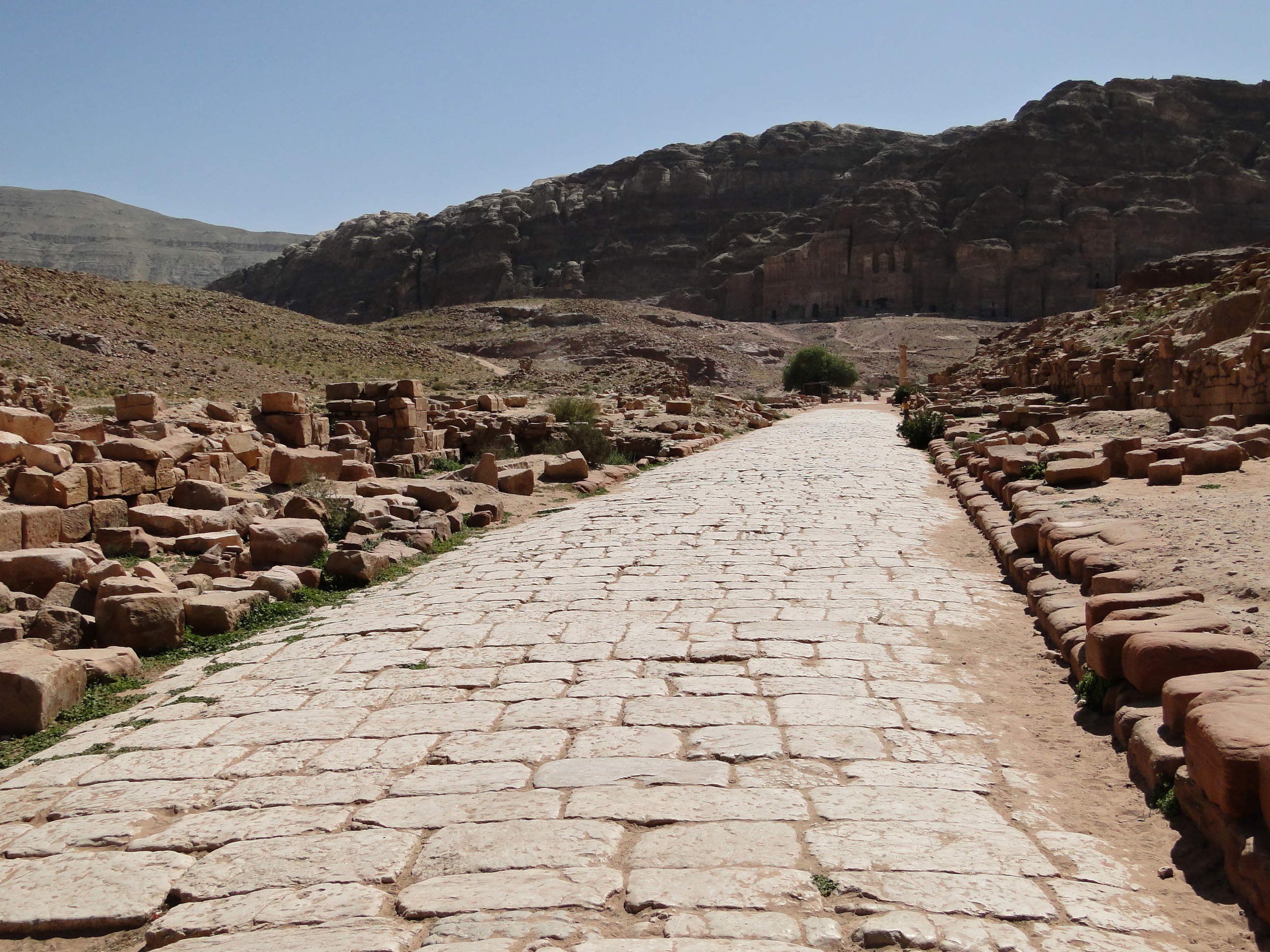
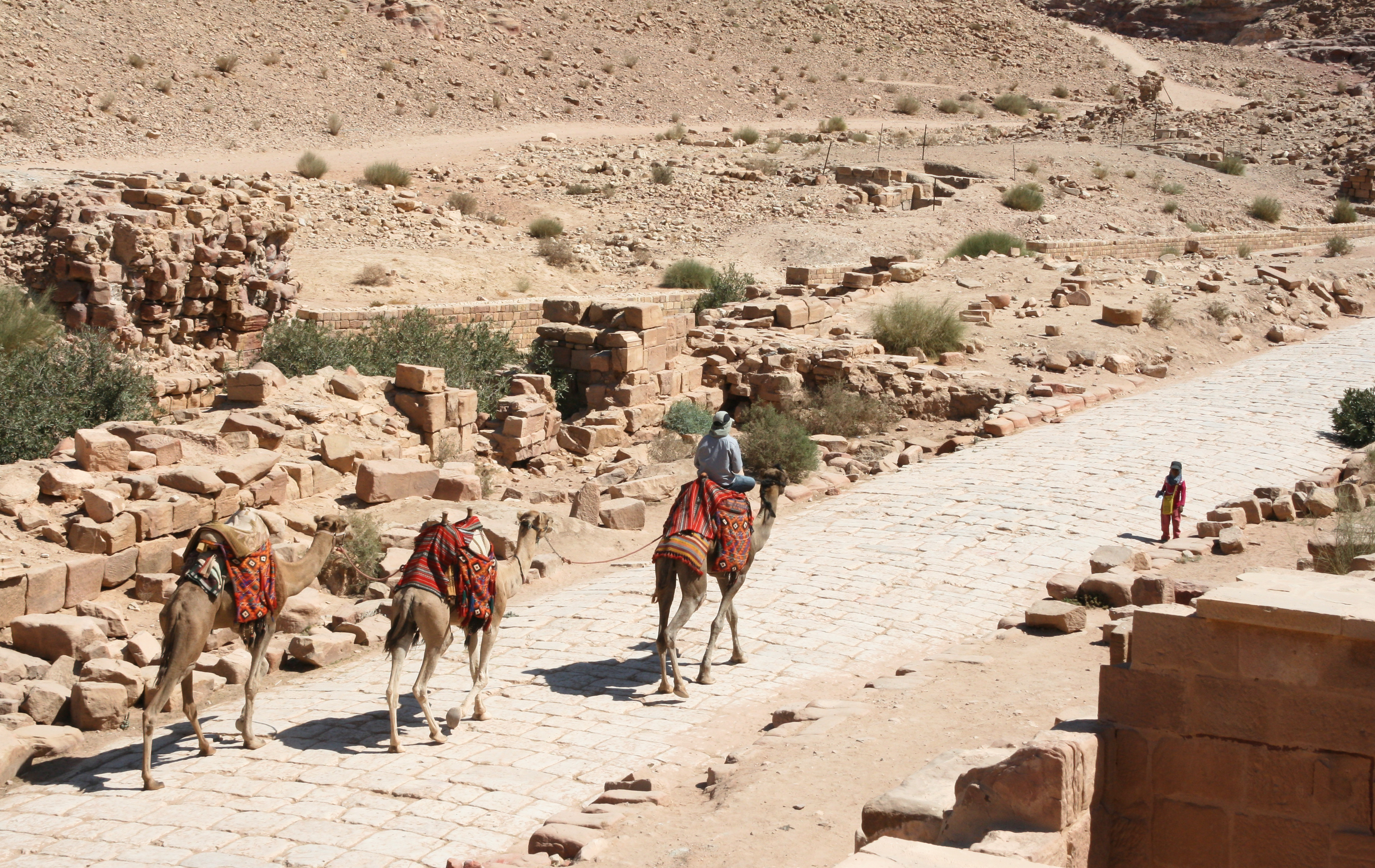
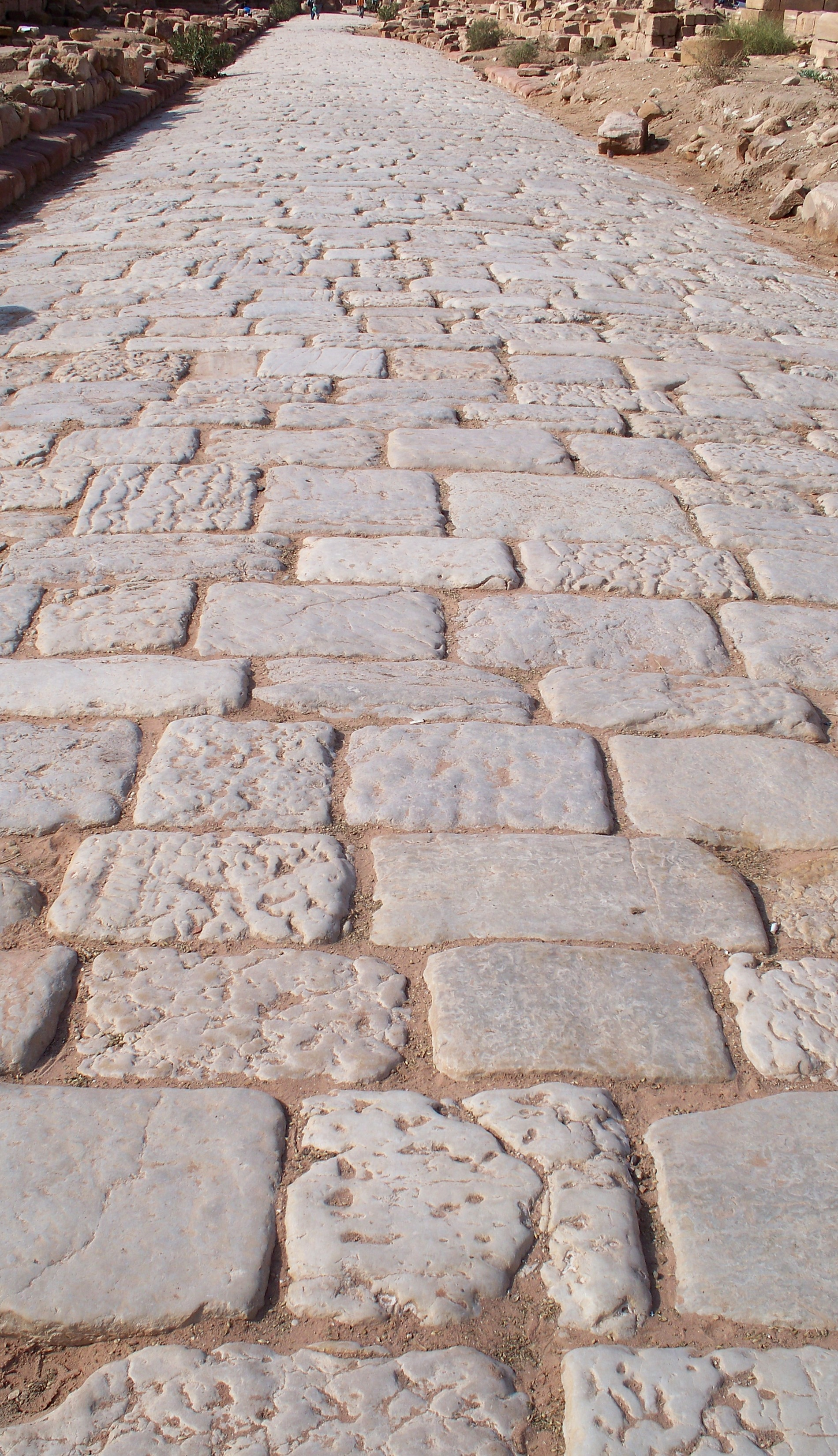

## وصلات خارجية
- صور للشارع المعمد وللكنائس الواقعة بقربه
- جولة افتراضية في الشارع
- الشارع المعمد على Flickr